# Azeta mixtura
Azeta mixtura là một loài bướm đêm trong họ Erebidae.